# James Hargreaves
James Hargreaves (Blackburn, 1720 - Nottingham, 22 d'abril de 1778) fou un filador capdavanter de la Revolució Industrial de la Gran Bretanya car, vers l'any 1764, va inventar la Spinning Jenny: la primera màquina manual de filar que podia filar diversos fils alhora. Ramon Farguell, un fuster de Berga, va perfeccionar aquesta màquina donant lloc a la bergadana.
Els anys següents va construir algunes jennys, que foren destruïdes l'any 1768 durant una vaga de filadors. Hargreaves es traslladà aleshores a Nottingham, on va instal·lar una petita filatura i hi va treballar, sense gaire èxit, fins a la mort.